# اژدهادهانان
اژدهادهانان (نام علمی: Arethuseae) نام یک تبار از زیرخانواده رودرخت‌واران است.